# Dendrocalamus parishii
Dendrocalamus parishii är en gräsart som beskrevs av William Munro. Dendrocalamus parishii ingår i släktet Dendrocalamus och familjen gräs. Inga underarter finns listade i Catalogue of Life.